# Режущий инструмент
Ре́жущий инструме́нт — инструмент для обработки резанием, то есть инструмент для формирования новых поверхностей отделением поверхностных слоёв материала с образованием стружки.

## Виды режущих инструментов
- Лезвийный инструмент
  - Резец — однолезвийный инструмент для обработки с поступательным или вращательным главным движением резания и возможностью движения подачи в нескольких направлениях.
  - Фреза — лезвийный инструмент для обработки с вращательным главным движением резания без изменения радиуса траектории этого движения и хотя бы[как?]  с одним движением подачи, направление которого не совпадает с осью вращения[источник не указан 4327 дней].
  - Осевой режущий инструмент — лезвийный инструмент для обработки с вращательным главным движением резания и движением подачи вдоль оси главного движения резания.
    - Сверло — осевой режущий инструмент для образования отверстия в сплошном материале и (или) увеличения диаметра имеющегося отверстия.
    - Зенкер — осевой режущий инструмент для повышения точности формы отверстия и увеличения его диаметра.
    - Развёртка — осевой режущий инструмент для повышения точности формы и размеров отверстия и уменьшения шероховатости поверхности.
    - Зенковка — осевой режущий инструмент для повышения точности формы отверстия и увеличения его диаметра.
    - Цековка — осевой режущий инструмент для обработки цилиндрического и (или) торцового участка отверстия заготовки.
    - Метчик
    - Раскатник
    - Плашка

  - Протяжка
  - Ножовочное полотно — многолезвийный инструмент в виде полосы с рядом зубьев, не выступающих один над другим, предназначенный для отрезания или прорезания пазов при поступательном главном движении резания.
  - Напильник
  - Шевер (англ. shaver) — зуборезный инструмент для шевингования — точноизготовленное зубчатое колесо с канавками на боковых поверхностях зубьев, образующих режущие кромки. Применяются также реечные и червячные шеверы.
- Абразивный инструмент

## Классификация режущих инструментов

### По обрабатываемому материалу
- Металлорежущий инструмент
- Дереворежущий инструмент
- Резка бетона (например диски)
- резка стекла

### По обрабатываемым элементам
- Зуборезный инструмент
- Резьбонарезной инструмент

### По форме
- Дисковый режущий инструмент
- Цилиндрический режущий инструмент
- Конический режущий инструмент
- Пластинчатый режущий инструмент

### По изготовлению
- Цельный режущий инструмент
  - Разжимной режущий инструмент — режущий инструмент, в котором предусмотрена регулировка размера рабочей части путём её деформирования
- Составной режущий инструмент — режущий инструмент с неразъёмным соединением его частей и элементов.
- Сборный режущий инструмент — режущий инструмент с разъёмным соединением его частей и элементов.
  - Инструментальная головка

### По применению
- Ручной режущий инструмент
- Машинный режущий инструмент
- Машинно-ручной режущий инструмент

### По способу крепления
- Насадной режущий инструмент
- Хвостовой режущий инструмент